# Epilobium septentrionale
Epilobium septentrionale là một loài thực vật có hoa trong họ Anh thảo chiều. Loài này được (Keck) Bowman & Hoch mô tả khoa học đầu tiên năm 1979 publ. 1980.